# Glen Osmond
Glen Osmond est une localité en Australie-Méridionale. Elle est située dans la banlieue d'Adélaïde.

Dans la localité se situe le siège de l' Australian Society of Viticulture and Oenology (ASVO), une organisation fondée en 1980 et qui publie l'Australian Journal of Grape and Wine Research, une revue scientifique focalisée sur l'étude du raisin et du vin.

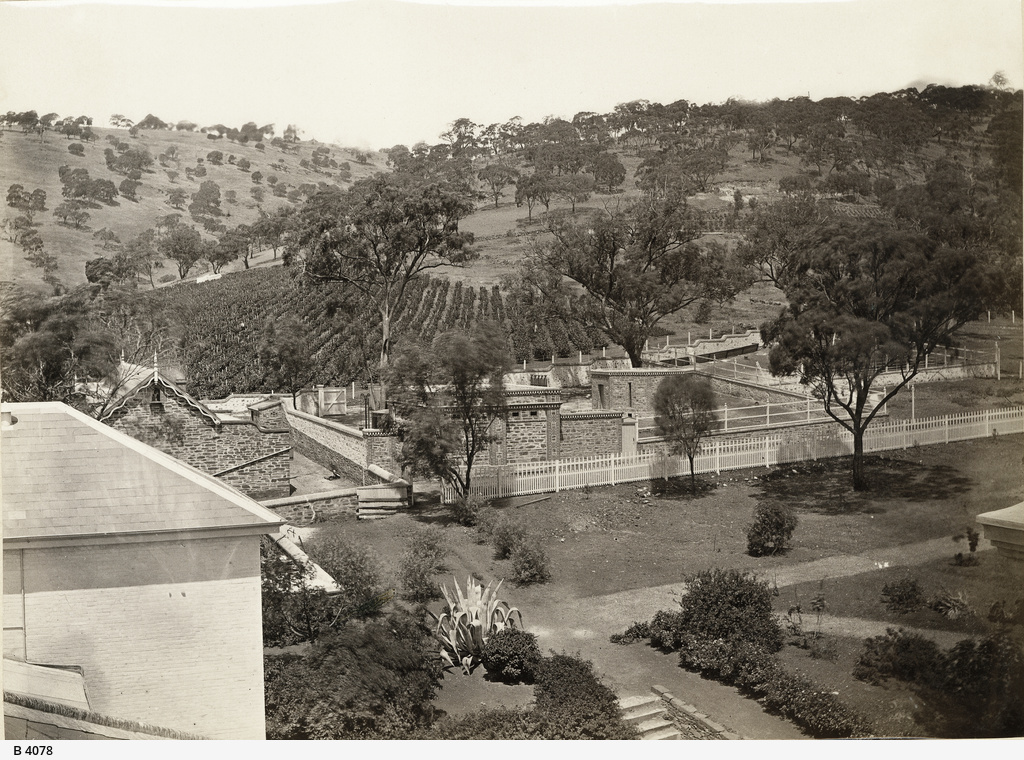
Glen Osmond, Around 1869, author died 1886.